# Liefdezusters van het Kostbaar Bloed
De Liefdezusters van het Kostbaar Bloed is een rooms-katholieke congregatie die in 1857 werd opgericht.
Oprichtster was Gertrud Spickermann. Zij werd op 30 april 1819 te Rheinbach (Duitsland) geboren als oudste dochter (derde van zeven kinderen) van de schoenmaker Adam Spickermann en Josepha Assenmacher. In 1842 trad zij in bij de Liefdezusters van de Heilige Carolus Borromeus te Maastricht, ook "Zusters onder de bogen" genaamd en op 30 januari 1844 legde zij haar geloften af. Zij nam de kloosternaam Zuster Seraphine aan. Zij werd leidster van een weeshuis, maar in 1852 werd ze naar Sittard gezonden om het eerste succursaalhuis buiten Maastricht te vestigen. In 1857 vestigde zij zich met zes andere zusters op Sint-Agnetenberg aan de Plakstraat te Sittard.
Het huis kwam in financiële moeilijkheden en het moederhuis te Maastricht wilde deze vestiging weer opheffen, maar de Sittardse bevolking wenste dat de zusters bleven. De bisschop van Roermond wenste eveneens dat de zusters bleven en aldus geschiedde. Op 18 juni 1862 werd de nieuwe congregatie goedgekeurd door bisschop Joannes Paredis.
Zuster Seraphine stierf in 1876. Hierop werd het moederhuis verplaatst naar Koningsbosch.
De zusters hebben een aantal kloosters bewoond in Noord-Brabant en Nederlands Limburg. In 1897 betrok een delegatie het St. Antonius klooster in Hengelo (Overijssel). Ze beoefenden het onderwijs, de verzorging van zieken, wezen en bejaarden en leidden soms ook een pensionaat.